# Valea Faurului
Valea Faurului – wieś w Rumunii, w okręgu Ardżesz, w gminie Mușătești. W 2011 roku liczyła 171 mieszkańców.